# Swatch
Swatch (произн. Свотч) — марка швейцарских часов, входит в холдинг The Swatch Group Ltd.

Flik Flak

## История

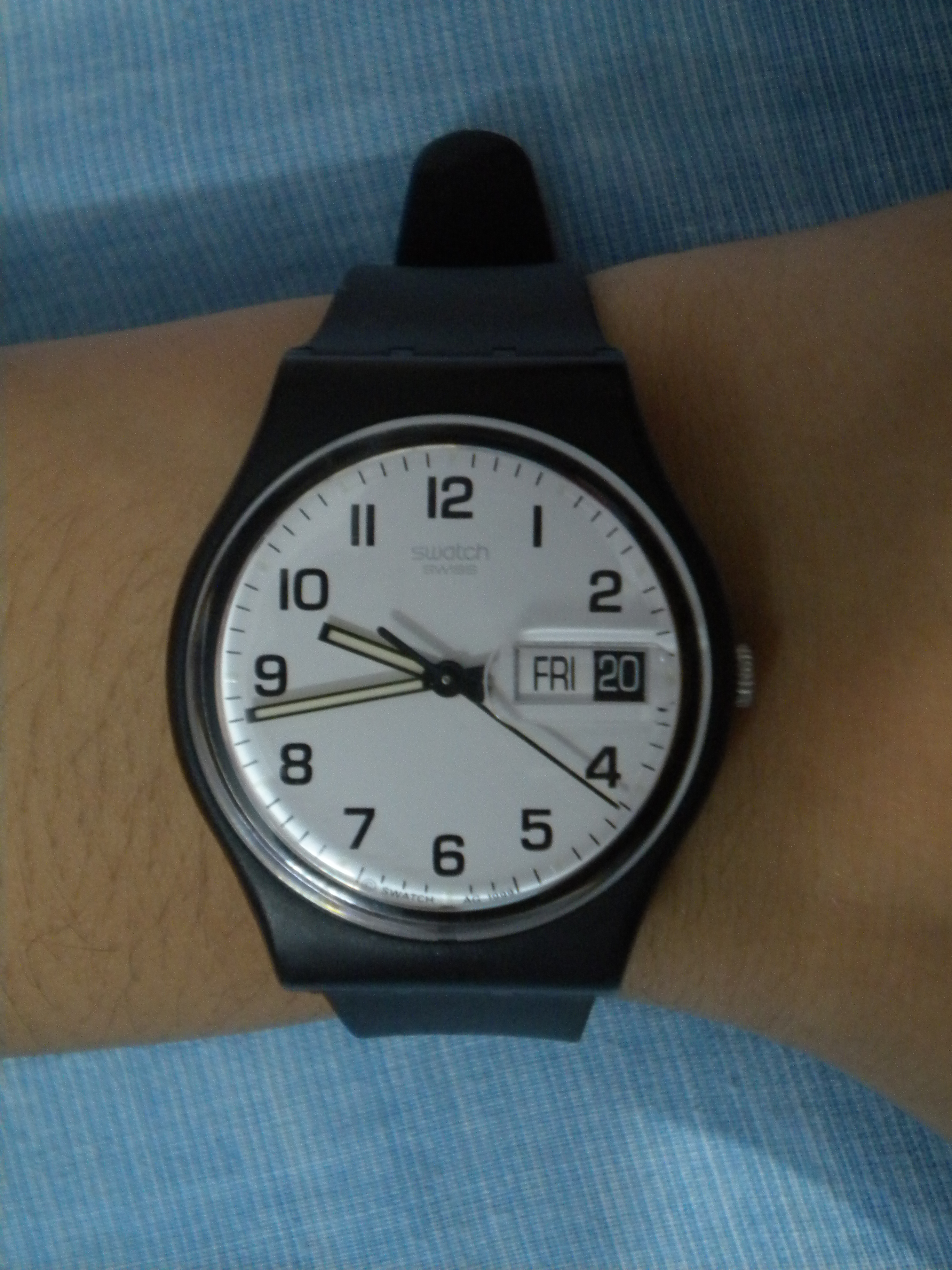

Компания Swatch была основана Николасом Джорджем Хайеком в 1983 году. Годом ранее предприниматель выкупил у ряда швейцарских банков — кредиторов 51 % двух крупнейших часовых компаний Швейцарии — ASUAG и SSIH (владели марками Omega, Tissot, Rado, Longines и др.). Считается, что торговая марка Swatch была создана в качестве противодействия стремительно развивающимся азиатским производителям часов, которые завоевывали часовой рынок своими недорогими наручными кварцевыми часами. Целью компании было возвращение популярности простым часам, для чего использовали современные синтетические материалы, а также новейшие технологии по сборке часов. Кроме того, был переработан дизайн, в результате чего в 1983 году первые часы, объединившие в себе высокое швейцарское качество и вполне приемлемую цену, поступили в продажу.

### Название
Считается, что название марки Swatch происходит от словосочетания «Swiss Watch» (Швейцарские часы), но Николас Хайек утверждал, что на самом деле название пошло от словосочетания «Second Watch» (Вторые часы), то есть часы на каждый день, как доступный аксессуар.

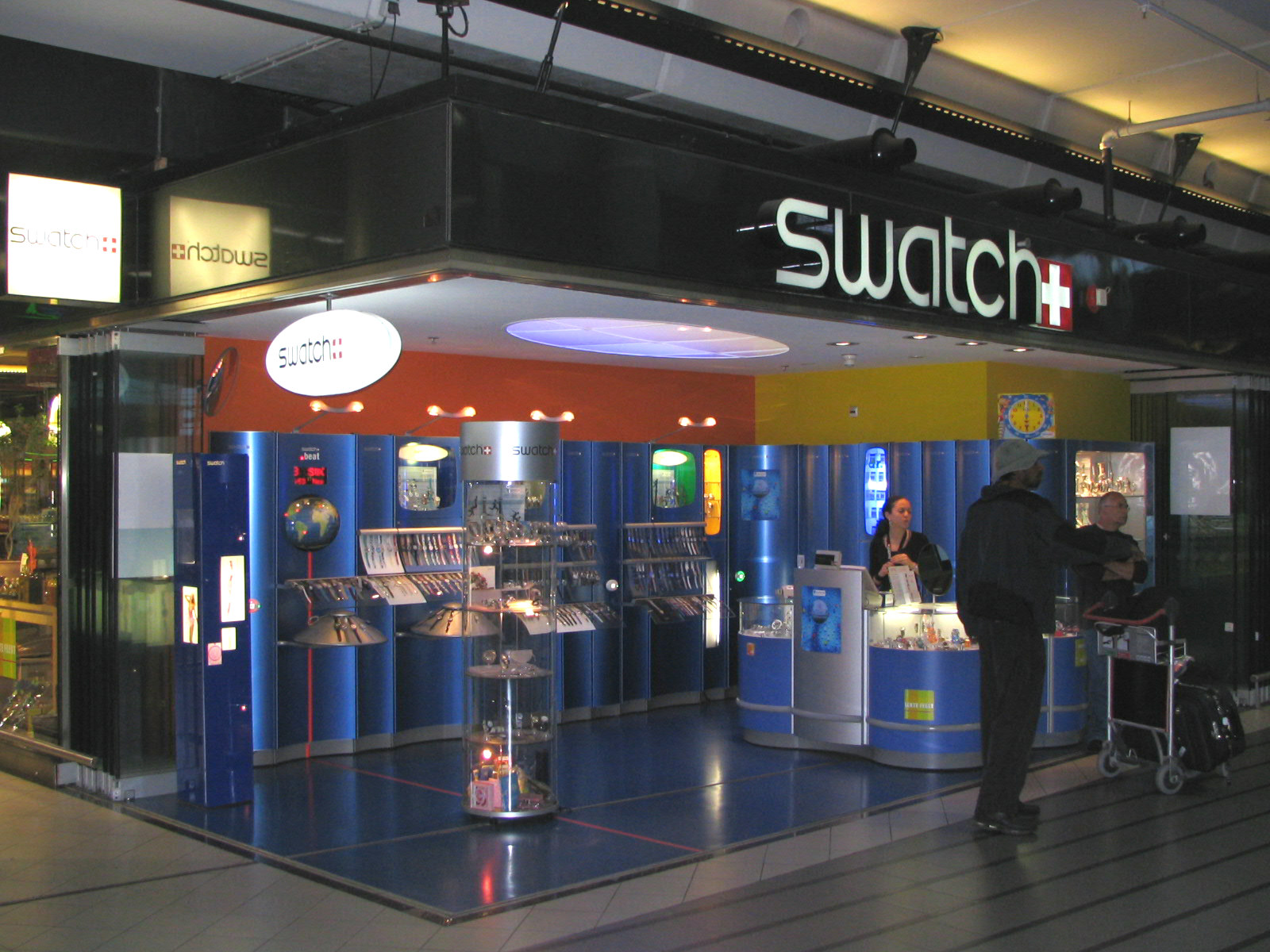
Магазин Swatch

## Собственники и руководство
Наибольший пакет голосующих акций компании (41 %) принадлежит семье Хайек.

## Swatch в современном мире
Компания Swatch была официальным хронометристом летних Олимпийских игр 1996, 2000 и 2004 годов, а также спонсором чемпионатов по пляжному волейболу до 2010 года.
Swatch Group является главным партнёром Венецианского биеннале.